# Prodiaphania funebris
Prodiaphania funebris là một loài ruồi trong họ Tachinidae.